# Heinrich von Bibra
Heinrich von Bibra, al secolo Karl Sigismund von Bibra, indicato anche come Heinrich VII o Enrico VII di Bibra (Schnabelwaid, 22 agosto 1711 – Fulda, 25 settembre 1788), è stato un vescovo cattolico e abate tedesco, dal 1759 al 1788 fu principe-abate e principe-vescovo di Fulda.

## Biografia

### I primi anni e la carriera
Heinrich von Bibra era membro di un'antica e nobile famiglia della Franconia. Suo padre era il generale Heinrich Karl von Bibra, mentre sua madre era la nobildonna Maria Johanna Theresia von Eyb.
Deciso a intraprendere la carriera ecclesiastica, il 6 novembre 1729 entrò nell'abbazia benedettina di Fulda. Il 12 novembre 1730 Bibra emise la solenne professione religiosa e prese il nome di Heinrich. Il 23 dicembre 1730 ricevette la tonsura e gli ordini minori e il 28 febbraio 1733 l'ordinazione suddiaconale a Fulda. A Fulda, nel contempo, continuò i propri studi teologici.
Presumibilmente a partire dall'estate del 1733, si trasferì a Roma per un certo periodo di tempo per compiere ulteriori studi in materia. Dopo il suo ritorno fu ordinato diacono il 5 marzo 1735 e poco dopo, il 9 aprile 1735, ricevette l'ordinazione sacerdotale, alla quale, data la sua condizione di aristocratico, seguì il privilegio della nomina a canonico del capitolo della cattedrale locale.
Il principe-abate Amand von Buseck lo nominò decano del collegio il 22 agosto 1751 e, dopo la morte di quest'ultimo, tenne ad interim il governo del principato abbaziale sino alla nomina del successore. Nel 1759 il principe-vescovo Adalbert II von Walderdorff lo nominò anche presidente della Hofrentkammer, l'amministrazione finanziaria del principato.

### Il principato episcopale

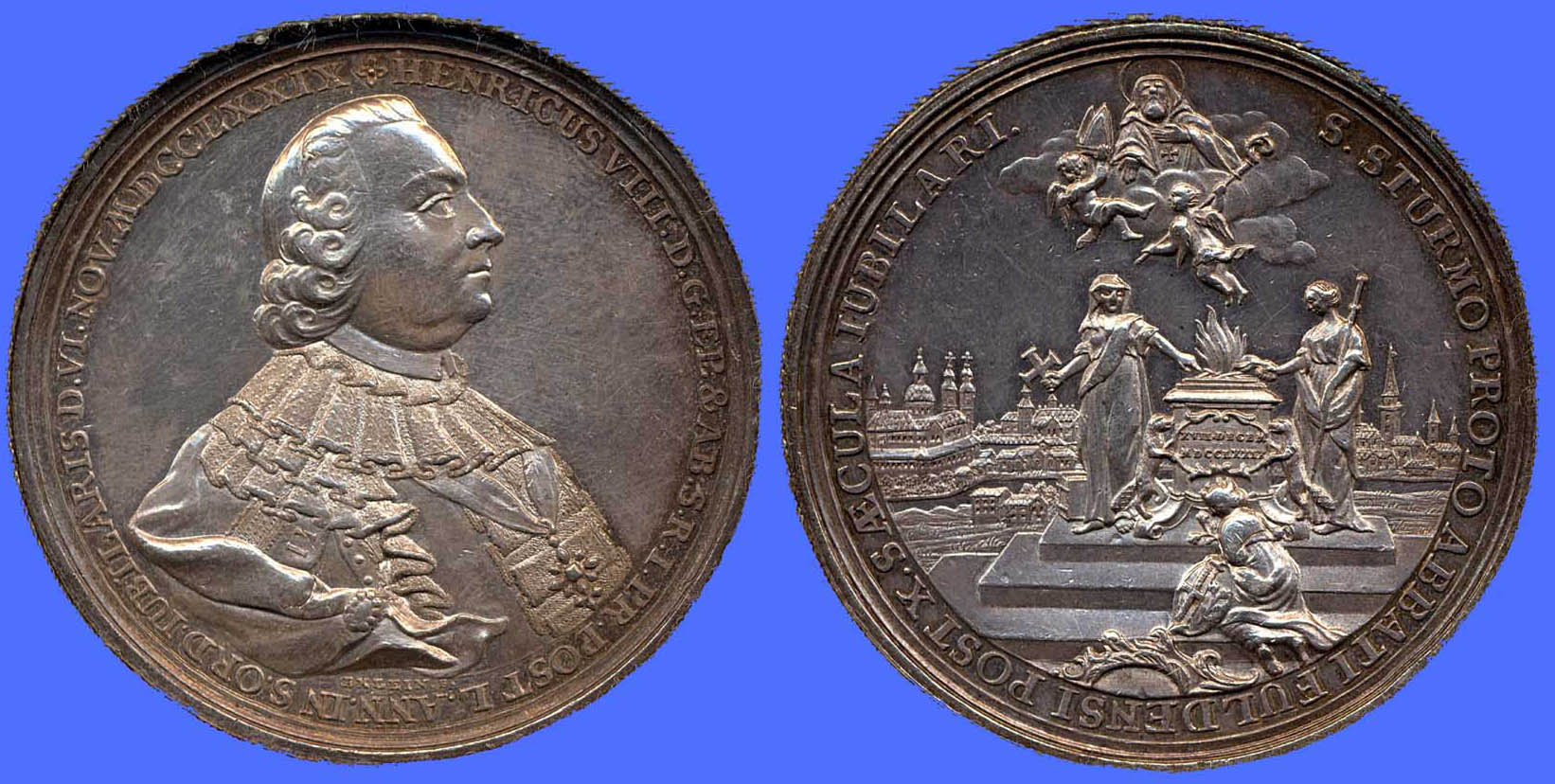
Medaglia del 1779 di Heinrich von Bibra che celebra sul retro il 1000º anniversario della morte del fondatore dell'abbazia di Fulda, San Sturmio.

Von Bibra assunse la cattedra episcopale nel pieno dei disordini causati in Europa dalla guerra dei sette anni. Dopo la sua elezione da parte del capitolo della cattedrale di Fulda il 22 ottobre 1759 come 83º abate del monastero e terzo principe-vescovo di Fulda, von Bibra venne costretto a fuggire dalla sede abbaziale per trovare rifugio altrove, e vi tornò quando la situazione lo permise in tranquillità. Dopo il processo informativo condotto a Colonia, papa Clemente XIII lo confermò nel suo ruolo di vescovo il 24 marzo 1760. Il 12 agosto 1760 von Bibra, che aveva scelto per sé il motto "Consilio et Aequitate", prese la decisione di trasferirsi definitivamente a Fulda, nella cui cattedrale, domenica 14 settembre 1760, venne ordinato vescovo da suo cugino, il vescovo ausiliare Franz Ignaz Albert von Werdenstein.
Quando le ostilità vennero concluse con la firma del trattato di Hubertusburg il 15 febbraio 1763, von Bibra poté fare ritorno stabilmente a Fulda ma si impegnò come primo obbiettivo a rivedere con profonde riforme l'intero sistema del suo principato episcopale, gravemente segnato dagli anni di guerra. La sua prima mossa fu dunque quella di una visita episcopale nel territorio della sua diocesi, evitando cerimonie pompose per essere il più vicino possibile ai bisogni del suo popolo. Probabilmente a causa del caos provocato dalla guerra, la conferma imperiale del suo ruolo come principe-vescovo avvenne solo il 15 dicembre 1764.

### Le riforme e gli ultimi anni

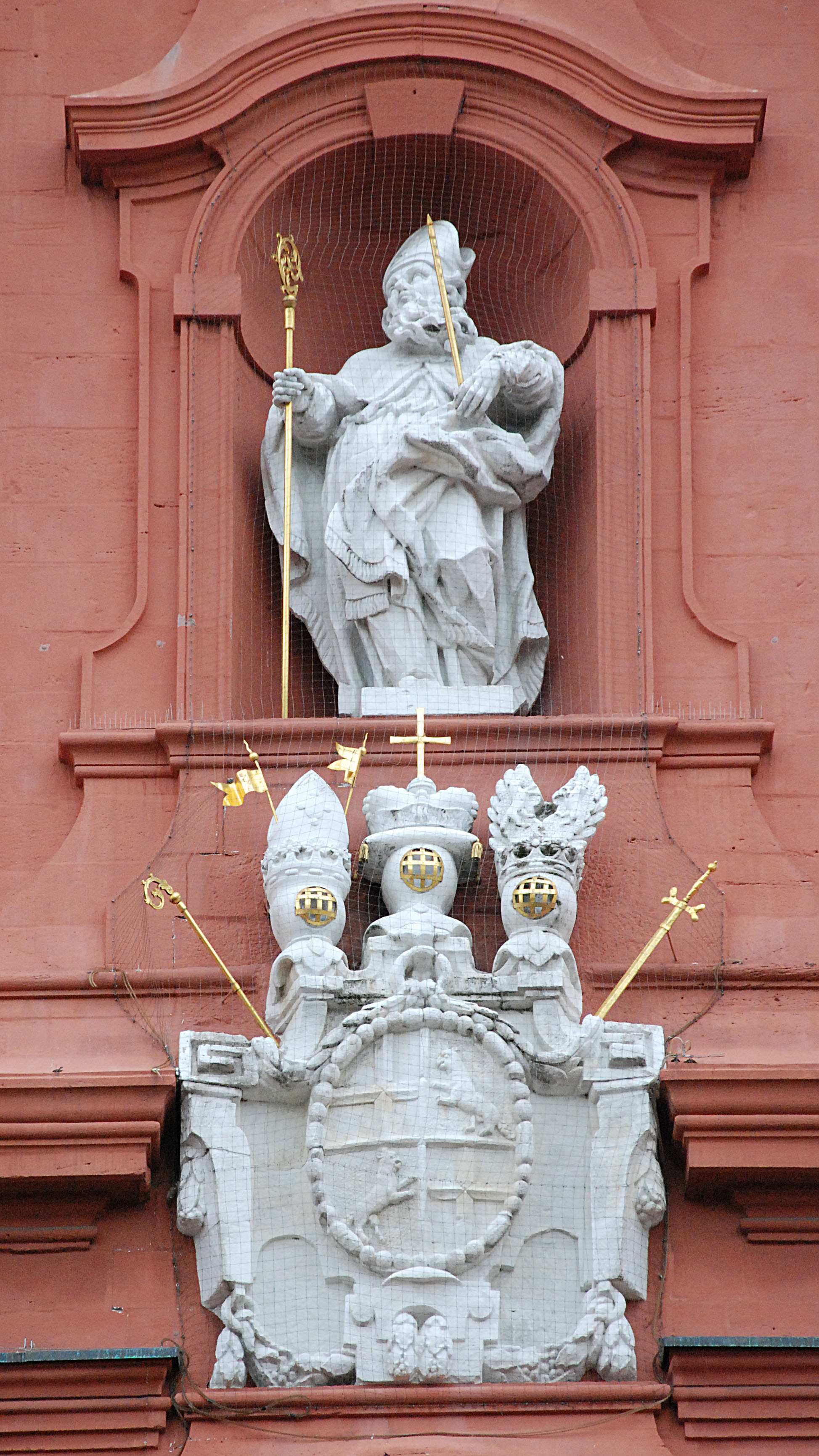
Stemma di Heirnich von Bibra sulla facciata della chiesa di San Biagio a Fulda

Nel 1762 diede alle stampe un nuovo catechismo, nel 1765 rivedette i riti diocesani e nel 1778 pubblicò un nuovo libro dei canti, tutti scritti da padre Augustinus Erthel.
Una delle sue principali preoccupazioni fu l'istruzione e la formazione adeguata del clero. Sciolto il seminario pontificio di Fulda, Bibra fondò il seminario vescovile nella medesima città e ne riorganizzò personalmente la formazione. Introdusse delle regolari conferenze pastorali a cui i sacerdoti erano tenuti a partecipare. Riformò anche le tendenze pietiste nella sua diocesi, vietando diversi pellegrinaggi per contrastare il malcostume del lucro da parte di alcune istituzioni religiose oltre che della "dissolutezza" di alcuni culti popolari non approvati dalla chiesa.
Anche nel campo dell'istruzione dei bambini della sua diocesi, formò una commissione scolastica che cercò di rimediare alle carenze del sistema. Sempre con questa linea di pensiero, creò una nuova biblioteca cittadina. Nel 1775 fondò un centro di formazione per insegnanti e nel 1781 stese un nuovo regolamento per tutte le scuole del principato che venne preso a modello anche da altri stati.
In termini di politica economica, il governo di von Bibra sul principato episcopale di Fulda si orientò verso le teorie mercantilistiche. Promosse l'economia locale attraverso numerosi progetti edilizi che vennero incominciati sotto il suo governo, tra cui la chiesa parrocchiale di Fulda costruita tra il 1773 e il 1785, e l'istituzione di fabbriche e stabilimenti di produzione. Negli anni 1764-1788 portò avanti un programma di costruzione di strade e ponti che rimase un unicum nel Sacro Romano Impero dell'epoca. Per migliorare le condizioni di vita della popolazione, prevalentemente di stampo rurale, vennero diffusi nuovi metodi agricoli, intensificando il commercio di cereali e promuovendo l'allevamento del bestiame. Nel 1765, su iniziativa dello stesso principe-vescovo, venne costruito un nuovo macello, che è oggi il più antico mattatoio della Germania ad essere giunto sino a noi.
Nonostante le molte riforme da lui promosse sia in ambito ecclesiastico che profano, von Bibra non fu radicale nel seguire l'ideale dell'illuminismo. Sebbene le sue riforme abbiano incontrato in molti casi una feroce resistenza da parte della popolazione, per la maggior parte dei casi ebbero effetti positivi e duraturi.
Gli ultimi anni della sua vita furono segnati da varie malattie. Heinrich von Bibra morì il 25 settembre 1788 a Fulda e venne sepolto davanti al pulpito della cattedrale. Contrariamente alla consuetudine diffusa da secoli, si astenne dall'erigere in vita un proprio monumento funebre, pratica che di conseguenza non venne più seguita nemmeno dai suoi successori.

## Genealogia episcopale
La genealogia episcopale è:
- Cardinale Scipione Rebiba
- Cardinale Giulio Antonio Santori
- Cardinale Girolamo Bernerio, O.P.
- Arcivescovo Galeazzo Sanvitale
- Cardinale Ludovico Ludovisi
- Cardinale Luigi Caetani
- Cardinale Ulderico Carpegna
- Cardinale Paluzzo Paluzzi Altieri degli Albertoni
- Papa Benedetto XIII
- Arcivescovo Clemente Augusto di Baviera
- Cardinale Giovanni Teodoro di Baviera
- Vescovo Franz Ignaz Albert von Werdenstein
- Vescovo Heinrich von Bibra, O.S.B.